# STCW
| Sigles de 2 caractères   |
| Sigles de 3 caractères   |
| ► Sigles de 4 caractères |
| Sigles de 5 caractères   |
| Sigles de 6 caractères   |
| Sigles de 7 caractères   |
| Sigles de 8 caractères   |

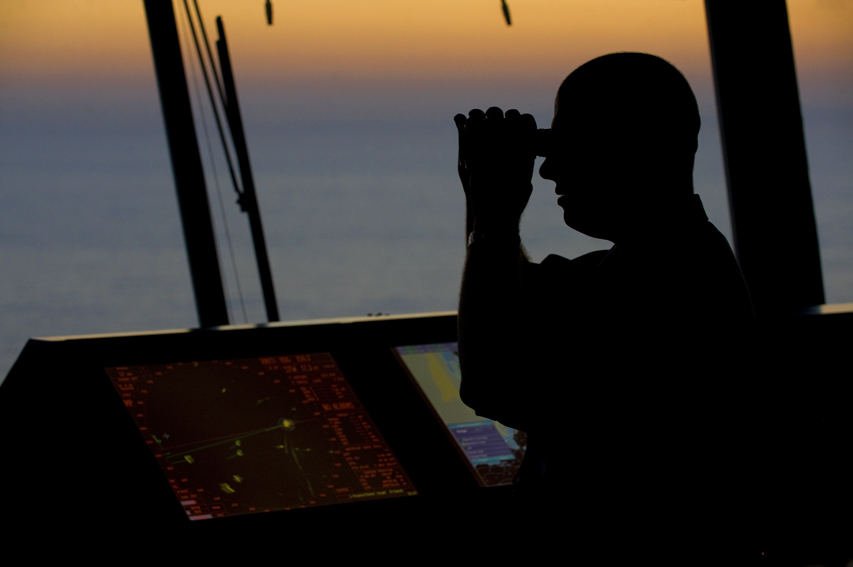
Homme avec des jumelles.

STCW est un sigle qui signifie en langue anglaise Convention on Standards of Training, Certification and Watchkeeping for Seafarers.
La première convention internationale sur les normes de formation des gens de mer, de délivrance des brevets et de veille (convention STCW), a été adoptée le 7 juillet 1978 (STCW 78) dans le cadre de l'Organisation maritime internationale (OMI). Elle est entrée en vigueur six ans plus tard, en 1984.

## But
Le but de cette convention, qui a été remaniée depuis (STCW 95, puis STCW 2010), est de réglementer à l'échelle internationale les qualifications du personnel navigant. Un des objectifs était de limiter les risques liés aux équipages sous-norme ; les navires étant appelés à parcourir le monde entier, une telle réglementation n'avait de sens qu'à l'échelle internationale.
STCW impose aux pays signataires de mettre en place leur propre système de contrôle de la qualité de leur dispositif de formation et de délivrance des titres.

## Formation
La convention STCW fixe les objectifs de formation au niveau direction (commandant, chef mécanicien, second-capitaine et second-mécanicien), opérationnel (officiers chargés du quart, au pont et à la machine) et personnel d'exécution (maître d'équipage et maître machine, matelots, graisseurs, ouvriers). Elle constitue les minimums requis. En France, l'UCEM édite les référentiels de formation propre à chaque diplôme.

## En France
Les officiers de la marine marchande sont certifiés suivant ce référentiel.
La Marine nationale a également choisi d'appliquer ces normes en plus de son propre référentiel pour certifier les officiers de marine.
Le directeur des affaires maritimes publie la liste des États dont les brevets conformes à la convention STCW sont reconnus par la France.